# Otac na službenom putu
Otac na službenom putu, ljubavno-povijesni film redatelja  Emira Kusturice snimljen 1985. godine po scenariju Abdulaha Sidrana.  

## Radnja
Radnja filma se odvija u Bosni i Hercegovini odmah nakon Drugog svjetskog rata, u vrijeme spora Staljina i Tita; glavni lik je dječak Malik (Moreno De Bartolli) čiji je otac Meša (Predrag Manojlović) pod sumnjom da djeluje za Informbiro, nakon što je nespretno izrekao mišljenje o karikaturi u Politici, uhićen i otpremljen u zatvor.

## Nagrade
Film je dobio dvije nagrade na festivalu u Cannesu 1985., te nominaciju za nagradu Oscar u kategoriji najbolji inozemni film. 